# Vladímir Gússev
Vladimir Gússev (nascut el 4 de juliol del 1982 a Nijni Nóvgorod, Rússia) és un ciclista professional rus, professional des del 2004.
Després de guanyar el campionat de Rússia contrarellotge el 2003, el 2004 va passar a professional amb el Team CSC. En la seva primera temporada amb l'equip danès, el seu millor resultat va ser un vuitè lloc a la clàssica Gant-Wevelgem. Això era un presagi del seu futur, ja que Gússev és un corredor que rendeix millor en curses d'un dia, tot i que també és molt competent en curses per etapes.
El 2005 va continuar millorant en les clàssiques, aconseguint una desena posició al Tour de Flandes i una dotzena a la París-Roubaix, dues curses que va guanyar el belga Tom Boonen.
Però el 2006 no va ser tan afortunat. Després d'acabar quart de la París-Roubaix darrere el suís Fabian Cancellara, el seu company d'equip Leif Hoste i el veterà Peter Van Petegem, el jurat el va desqualificar a ell, a Hoste i a Van Petegem per haver creuat un pas a nivell tancat.
Però el 2007 ha estat la seva millor temporada fins ara. A més de revalidar el seu títol de campió de Rússia en contrarellotge, Gússev ha aconseguit la general i una etapa de la Volta a Bèlgica, una victòria a l'etapa reina de la Volta a Suïssa i va portar el mallot blanc de millor jove del Tour de França.
El juliol de 2008 va ser acomiadat per l'Astana Qazaqstan Team després d'un control intern en què donà uns paràmetres sanguinis anormals. Al setembre va participar, formant part d'una selecció de ciclistes russos al Tour of Sotxi, imposant-se en una etapa i la classificació final.
El 2010 va tornar al professionalisme de la mà de l'equip Team Katusha.

## Palmarès
- 2003
  -  Campió de Rússia en contrarellotge
  - 1r al Gran Premi Guillem Tell
  - Vencedor d'una etapa del Giro de les Regions
- 2005
  -  Campió de Rússia en contrarellotge
  - Vencedor d'una etapa del Tour del Mediterrani
- 2006
  - Vencedor d'una etapa de la Volta a Alemanya
  - 1r de la Volta a Saxònia
- 2007
  -  Campió de Rússia en contrarellotge
  - 1r de la Volta a Bèlgica i vencedor d'una etapa
  - Vencedor d'una etapa de la Volta a Suïssa i 1r del Gran Premi de la muntanya
- 2008
  -  Campió de Rússia en contrarellotge
  - 1r al Tour of Sotxi i vencedor d'una etapa
- 2010
  -  Campió de Rússia en contrarellotge
- 2015
  - Vencedor d'una etapa de la Volta al Marroc

### Resultats al Tour de França
- 2007. 38è de la classificació general
- 2011. 23è de la classificació general
- 2012. Abandona (16a etapa)

### Resultats a la Volta a Espanya
- 2004. 93è de la classificació general
- 2006. 23è de la classificació general
- 2010. 17è de la classificació general
- 2013. 62è de la classificació general

### Resultats al Giro d'Itàlia
- 2008. 45è de la classificació general
- 2013. 65è de la classificació general
- 2014. 60è de la classificació general